# Drymocichla
Drymocichla is een monotypisch geslacht van zangvogels uit de familie Cisticolidae.

## Soorten
De enige soort in dit geslacht:
- Drymocichla incana – Roodvleugelzanger